# Strikt singulärer Operator
Strikt singuläre Operatoren werden im mathematischen Teilgebiet der Funktionalanalysis behandelt. Es handelt sich um singuläre, das heißt nicht-invertierbare, lineare Operatoren zwischen Banachräumen mit einer zusätzlichen, verschärfenden Eigenschaft, was zur Bezeichnung strikt singulär führt.

## Definition
Ein stetiger, linearer Operator {\displaystyle T:X\rightarrow Y} zwischen Banachräumen {\displaystyle X} und {\displaystyle Y} heißt strikt singulär, wenn es keinen unendlichdimensionalen Unterbanachraum {\displaystyle Z\subset X} gibt, so dass die Einschränkung {\displaystyle T|_{Z}:Z\rightarrow T(Z)} ein Banachraum-Isomorphismus, das heißt ein linearer Homöomorphismus, ist.
Auf endlichdimensionalen Räumen ist demnach jeder Operator strikt singulär, denn die definierende Bedingung ist leer, da es überhaupt keine unendlichdimensionalen Unterräume gibt. Hier sind sogar invertierbare Operatoren strikt singulär. Dieser Begriff wird erst für unendlichdimensionale Räume sinnvoll. Auf solchen Räumen sind strikt singuläre Operatoren singulär, denn mit den Bezeichnungen der Definition muss die Bedingung ja auch für {\displaystyle Z=X} gelten. Aber darüber hinaus muss die Bedingung für alle unendlichdimensionalen Unterbanachräume gelten, so dass es sich um eine Verschärfung der Singularität handelt.

## Beispiele
- Kompakte Operatoren sind strikt singulär, denn mit den Bezeichnungen obiger Definition ist jeder Operator {\displaystyle T|_{Z}:Z\rightarrow T(Z)} ebenfalls kompakt und kann daher kein Banachraum-Isomorphismus zwischen unendlichdimensionalen Banachräumen sein.
- Schwach-kompakte Operatoren {\displaystyle T:X\rightarrow Y} sind im Allgemeinen nicht strikt singulär, ein einfaches Gegenbeispiel ist der identische Operator auf einem unendlichdimensionalen reflexiven Raum, der schwach-kompakt und sogar invertierbar ist. Hat aber {\displaystyle X} die Dunford-Pettis-Eigenschaft, so ist jeder schwach-kompakte Operator {\displaystyle T:X\rightarrow Y} strikt singulär.[3]
- Ist {\displaystyle 1\leq p<r}, so ist jeder stetige, lineare Operator {\displaystyle T:\ell ^{p}\rightarrow \ell ^{r}} strikt singulär.[4] Insbesondere ist die natürliche Einbettung {\displaystyle \ell ^{p}\rightarrow \ell ^{r}} der Folgenräume strikt singulär aber nicht kompakt.

## Eigenschaften
Strikt singuläre Operatoren sind eng mit kompakten Operatoren verbunden, es gilt der folgende auf T. Kato zurückgehende Satz:
- Ein stetiger, linearer Operator {\displaystyle T:X\rightarrow Y} zwischen Banachräumen ist genau dann strikt singulär, wenn es zu jedem unendlichdimensionalen Unterbanachraum {\displaystyle X_{1}\subset X} einen unendlichdimensionalen Unterbanachraum {\displaystyle X_{2}\subset X_{1}} gibt, so dass {\displaystyle T|_{X_{2}}:X_{2}\rightarrow Y} kompakt ist.

Ferner haben strikt singuläre Operatoren die erwarteten sogenannten Idealeigenschaften, das heißt:
- Die Menge aller strikt singulären Operatoren zwischen zwei Banachräumen ist in der Operatornorm ein abgeschlossener Unterraum des Raums der stetigen, linearen Operatoren und ist {\displaystyle TS} ein Produkt von Operatoren, von denen einer strikt singulär ist, so ist auch das Produkt strikt singulär.[6]

Man beachte allerdings, dass der adjungierte Operator zu einem strikt singulären Operator im Allgemeinen nicht strikt singulär ist, hier verhalten sich strikt singuläre Operatoren nicht wie kompakte Operatoren (siehe Satz von Schauder). Zur Konstruktion eines Gegenbeispiels beachte, dass jeder separable Banachraum Quotient von {\displaystyle \ell ^{1}}. Es gibt also eine Quotientenabbildung {\displaystyle \ell ^{1}\rightarrow \ell ^{2}}, die nach obigen Beispielen strikt singulär ist. Die adjungierte Abbildung {\displaystyle \ell ^{2}\rightarrow \ell ^{\infty }} ist nicht strikt singulär.